# Munidopsis cidaris
Munidopsis cidaris is een tienpotigensoort uit de familie van de Munidopsidae. De wetenschappelijke naam van de soort is voor het eerst geldig gepubliceerd in 1994 door Baba.